# Nos maisons
Nos maisons est une émission de télévision québécoise diffusée depuis le 23 mars 2020 sur la chaîne Savoir média. La série est animée par l'auteur et chroniqueur Marc-André Carignan.

## Concept
L'animateur spécialisé en développement urbain Marc-André Carignan explore et met en lumière diverses typologies de résidences aux quatre coins du Québec, qui sont parfois devenues emblématiques de certains quartiers. À l'aide d'entrevues avec des historiens, des sociologues et des architectes, chacun des types de maisons est remis en contexte, exposant le lien étroit qui existe entre le mode de vie et l'architecture d'une période donnée.

## Épisodes
Chaque épisode aborde une typologie d'habitation spécifique : « shoebox », maisons de vétéran, bungalows, lofts, victoriennes et québécoises.

### Shoebox
L'épisode met en lumière les maisons de type shoebox, typiques dans la ville de Montréal, qui ont permis aux ouvriers du début du 20e siècle de quitter des quartiers insalubres et de devenir propriétaires. Y interviennent :
- Jean-François Leclerc, consultant en histoire;
- Dinu Bumbaru, directeur des politiques à Héritage Montréal;
- Claude Turmel et Marie-Catherine Lapointe, propriétaires d'une maison de type shoebox;
- et Paul Bernier, architecte.

### Maison de vétéran
L'épisode traite des dizaines de milliers de maisons de vétéran qu'a fait construire le Canada, au milieu du 20e siècle, pour pallier une crise du logement. Y interviennent :
- Claudine Déom de la Chaire de recherche du Canada en patrimoine bâti;
- Robert Lebouthillier et Ronald Lebouthillier, propriétaires d'une maison de vétéran;
- Catherine Milanese, architecte;
- et Diane Archambault-Malouin, historienne de l'architecture.

### Bungalow
L'épisode s'intéresse aux bungalows québécois, typiques des banlieues, qui ont représenté à partir des années 1950 la maison familiale idéale. Y interviennent :
- Andrée Fortin, sociologue et professeure émérite au Département de sociologie de l'Université Laval;
- Lucie K. Morisset, titulaire de la Chaire de recherche du Canada en patrimoine urbain à l'Université du Québec à Montréal;
- Mike Ritlop, fils des propriétaires d'un bungalow;
- et Sébastien Parent, architecte à la SHED architecture.

### Maison québécoise
L'épisode explore la maison québécoise, aussi appelée maison canadienne, qui représente un alliage de la tradition, de la recherche esthétique et de l'adaptation aux conditions hivernales. Y interviennent : 
- Michel Lessard, ethnohistorien;
- Pierre Lahoud, historien et photographe;
- Marie Jalbert et Mac Thien Bich, propriétaires d'une maison québécoise;
- et Henri Cleinge, architecte.

### Bourgeoisie victorienne
L'épisode se penche sur les maisons qui ont été construites durant le règne de la reine Victoria, au 19e siècle. Y interviennent :
- Luc Noppen, professeur au Département d’études urbaines et touristiques de l'Université du Québec à Montréal;
- Julia Gersovitz, architecte et professeure à l’École d’architecture de l'Université McGill;
- et Catherine Breton, designer de l’environnement.

### Loft
L'épisode s'intéresse aux lofts, autrefois des résidences et atelier réservés particulièrement à la communauté artistique à l'intérieur d'anciens entrepôts ou bâtiments industriels. Y interviennent : 
- David Girard, consultant en histoire;
- Julie Podmore, professeure adjointe au Département de géographie, aménagement et environnement de l'Université Concordia;
- Gilles Dempsey, artiste et gestionnaire au 4060 boulevard Saint-Laurent ;
- Serge Clément, photographe;
- Mélanie Courtois, consultante en immobilier culturel;
- et Nathalie Clément, directrice à Via Capitale du Mont-Royal.

## Fiche technique
- Production : Savoir média
- Animation : Marc-André Carignan
- Réalisation : Mathieu Baer
- Recherche : Marc-André Carignan et Stéphanie Gagnon
- Recherche visuelle : Fanny Fleurant
- Coordination de production : Catherine Labelle et Michèle Sabourin
- Direction de la photographie : Nicolas Venne
- Caméra : Frédérik Bernier
- Prise de son : Serge Bouvier
- Montage et colorisation : Hugues Saint Louis
- Habillage graphique : Louis Robert
- Mixage sonore : Michel Marier